# Tramway de Bâle
Le tramway de Bâle est un des systèmes de transport en commun desservant la ville de Bâle et certains villages de sa périphérie. Il comporte 13 lignes. Comme la cathédrale, le tramway est un des symboles de la ville. En raison de sa longévité (plus d'un siècle désormais), il fait partie du patrimoine bâlois.

## Historique

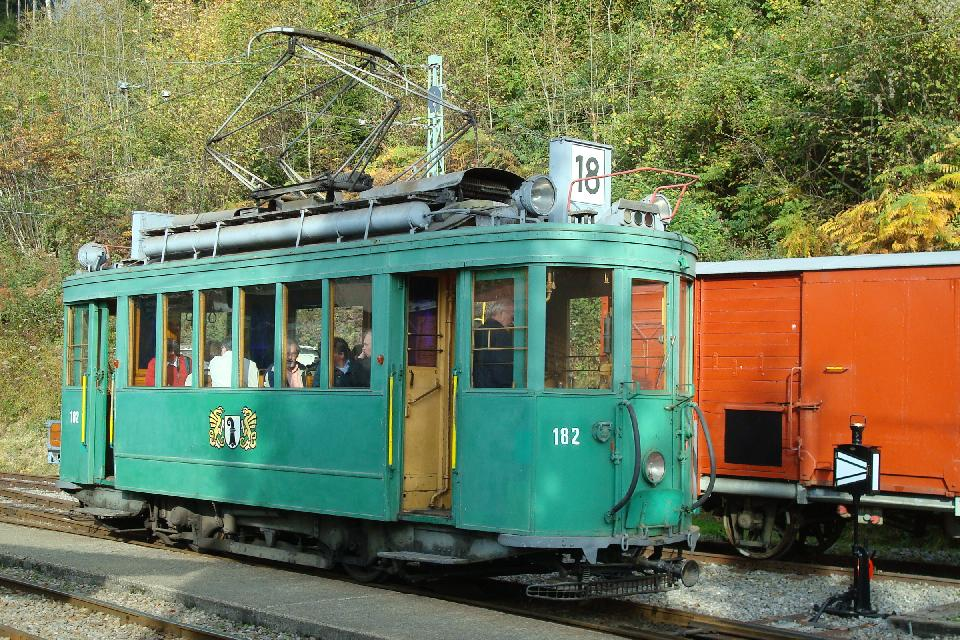
Tramway historique Ce 2/2 182 au Chemin de fer-musée Blonay-Chamby.

La première ligne du tramway de Bâle entre en service en 1895 et relie la gare badoise à la gare centrale via le Mittlere Brücke et la Marktplatz (place du marché).
Le réseau va s'agrandir rapidement. Durant l'année 1897, six nouveaux tronçons vont être mis en service dont un quittant Bâle et desservant Birsfelden. En 1900, c'est une première : le tramway franchit la frontière et arrive à Saint-Louis (à l'époque Sankt-Ludwig) en Alsace-Moselle alors allemande. Dès cette année et jusqu'en 1936, on comptera au moins une modification de tronçon par an.
Il est à noter que pendant les deux guerres mondiales, les lignes pénétrant habituellement au-delà des frontières s'arrêtaient avant celles-ci.
Le tramway transporte aujourd’hui environ 346 000 voyageurs par jour (126,746 millions pour l’année 2008,). Il dessert 182 stations (204 points d'arrêt), dont 80 offrent une correspondance avec une autre ligne.
L'exploitation du réseau du tramway de Bâle est assurée par deux compagnies : 
- Basler Verkehrs-Betriebe (ou BVB ; en français, Compagnies des transports en commun de Bâle) ;
- Baselland Transport (ou BLT ; en français, Transports de Bâle-Campagne).

Le premier établissement gère également en grosse partie le réseau de bus desservant le canton de Bâle-Ville et le second est plutôt responsable du canton de Bâle-Campagne. Les deux entreprises sont prestataires du Tarifverbund Nordwestschweiz (TNW ; la Communauté tarifaire du Nord-Ouest de la Suisse).
La desserte de Bâle et de son agglomération trinationale est également assurée par deux autres moyens de transport en commun : le réseau de bus (124,36 millions de voyageurs pour 2007) et le Regio S-Bahn (équivalent du RER pour Bâle ; 16,2 millions de voyageurs en 2007).

## Le réseau actuel

### Aperçu général
Le tramway de Bâle a été mis en place, dans un premier temps, pour desservir Bâle intra-muros. Mais le succès de celui-ci entraîne seulement 2 ans plus tard, la création d'un tronçon dépassant le rayon communal (et cantonal) de Bâle pour arriver à Birsfelden.
Depuis, ce sont 22 autres communes qui seront desservies par ce même tramway, mais 3 l'abandonneront plus tard, Saint-Louis et Huningue en France ainsi que Lörrach en Allemagne. Il y a aujourd'hui[Quand ?] 23 communes qui sont desservies par ce moyen de transport, dont Leymen (France), Weil am Rhein (Allemagne). La ville de Saint-Louis (France) est à nouveau desservie depuis le 9 décembre 2017. Il est le seul réseau de tramway à s'étendre sur trois pays différents.
Les deux voies du tramway sont toujours côte à côte, sauf aux aires de retournement. La circulation s'effectue sur la droite, comme sur les autres réseaux européens. L'écartement des rails est lui de 1,000 m comme sur la plupart des réseaux germaniques, contrairement aux tramways français qui possèdent un écartement dit « standard » de 1,435 m. L'alimentation électrique se fait elle, par ligne aérienne sur l'intégralité du réseau de lignes.
Le gabarit des rames du tramway de Bâle est variable : les anciennes rames ont en majorité, une largeur de 2,20 mètres et les rames dites « modernes » (Combino et Tango) mesurent 2,30 mètres de largeur.
La capacité varie elle aussi, partant de 95 places dans les plus anciennes rames encore en service (Be 4/4, 3e série), elle peut atteindre 275 places dans le tout récent matériel Tango. Le nombre de voitures composant les rames et leur longueur varient là encore selon les lignes, de 1 à 3 voitures et de 13 mètres à 45. En revanche, les rames d'une même ligne possèdent toujours le même nombre de voitures.
Les lignes 1 et 14, ainsi que les lignes 15 et 16, possèdent la particularité de se succéder à un moment donné, sans passer par une aire de retournement. Pour la première paire, c'est à la station Dreirosenbrücke où il n'y a d'ailleurs aucun temps de battement d'effectué, chose qui se fait normalement à chaque terminus. Pour la seconde paire de lignes, le basculement se fait à la station Bruderholz.

### Les stations

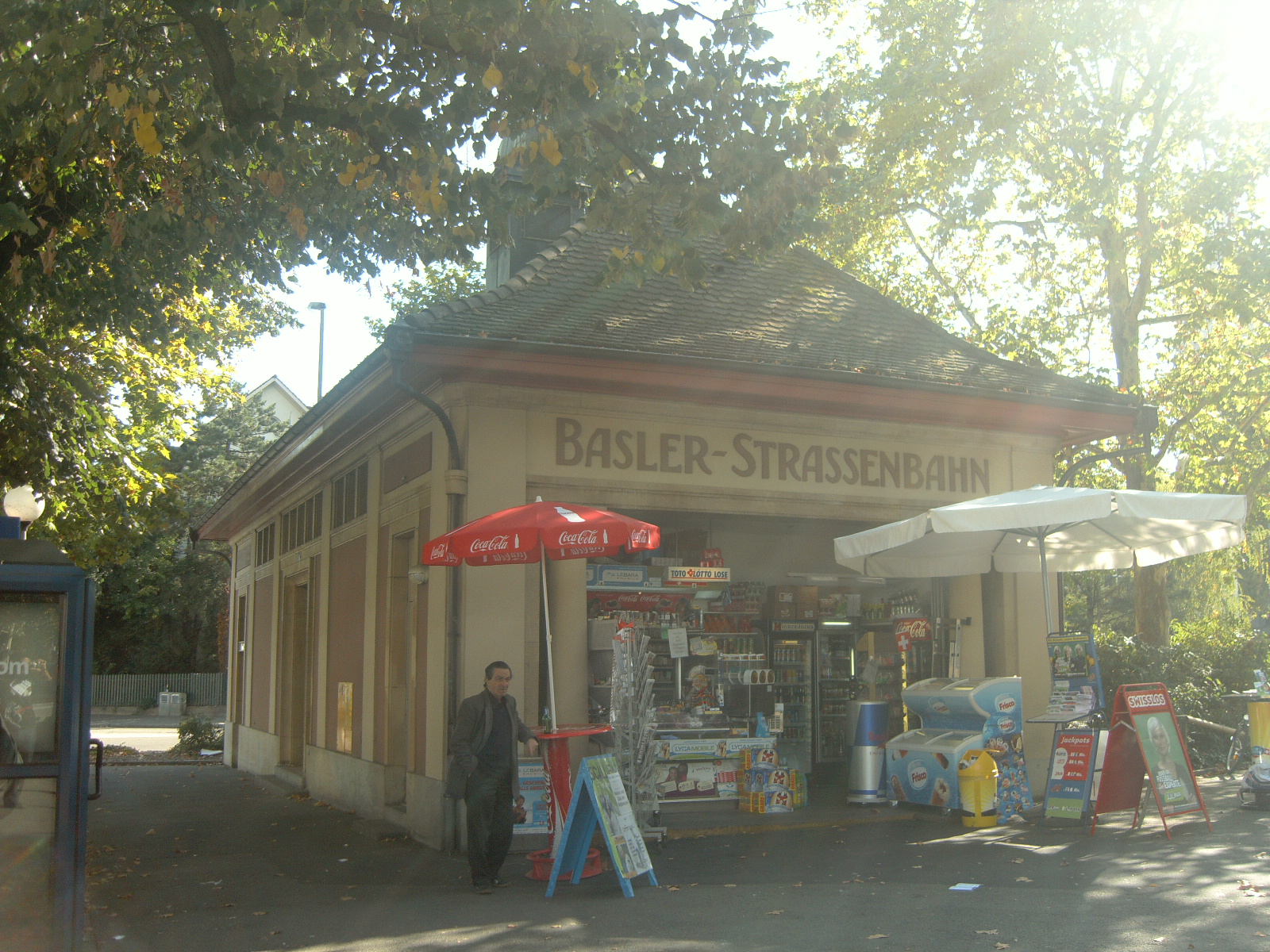
Abri datant de 1926 reconverti en bar-tabac à la station Kannenfeldplatz.

Les stations du tramway bâlois sont très différentes. La majorité des stations se caractérise par deux voies, deux trottoirs, deux poteaux (et un ou deux abris). Mais quelques stations sont beaucoup plus originales.
Il y a les stations à plusieurs voies : de 3 à 6 voies, surtout aux stations desservant une gare comme Bahnhof SBB (Gare centrale), Badischer Bahnhof (Gare Badoise) ou Bahnhof St.Johann  (gare Saint-Jean). Les quais sont alors comme ceux d'une gare (ex : à Bahnhof SBB où les quais sont numérotés).
Il y a également des stations qui possèdent une trace du passé telles que les anciens abris, ces derniers sont souvent reconvertis en kiosque ou bureau de tabac. C'est le cas à la station Kannenfeldplatz, qui possède un abri datant de 1926 marqué Basler-Strassenbahn (Tramway de Bâle) et qui sert désormais de bureau de tabac. Mais ce n'est pas le cas à Neuweilerstrasse où l'abri datant aussi de 1926 reste utilisé pour sa fonction d'origine.
Enfin, d'autres stations ont des abris récents et originaux. À St.Jakob se trouve la Dramhyysli (Maisonnette du tram) juste devant le parc Saint-Jacques.
Au fil du temps, les rames sont passées de 1 à 3 voitures et leurs longueurs ont augmenté, il a donc fallu procéder à l'allongement de certaines stations. Ceci a eu pour conséquence la suppression d'un grand nombre de stations qui ont fusionné (en particulier celles situées en centre-ville) et il ne reste aucune trace de celles-ci aujourd'hui.
| Ligne | Parcours                                           | Mise en service  | Tracé actuel depuis le | Longueur en km | Nombre de stations | Fréquentation en millions (2011) | Exploitant |
| ----- | -------------------------------------------------- | ---------------- | ---------------------- | -------------- | ------------------ | -------------------------------- | ---------- |
| 1     | Dreirosenbrücke ↔ Bahnhof SBB / Badischer Bahnhof1 | 6 mai 1895       | 14 octobre 2002        | 6,852          | 20                 | 8,54                             | BVB        |
| 2     | Binningen Kronenplatz ↔ Eglisee / Riehen Dorf1     | 14 avril 1897    | 14 octobre 2002        | 5,871          | 22                 | 8,77                             | BVB        |
| 3     | Saint-Louis Gare P+R ↔ Birsfelden Hard             | 10 mai 1897      | 9 décembre 2017        | 9,5            | 25                 | 9,62                             | BVB        |
| 6     | Allschwil ↔ Riehen Grenze                          | 1er juillet 1905 | 1er août 2002          | 12,491         | 35                 | 18,41                            | BVB        |
| 8     | Neuweilerstrasse ↔ Weil-am-Rhein                   | 5 juillet 1912   | 14 décembre 2014       | 10,35          | 30                 | 19,80                            | BVB        |
| 10    | Rodersdorf ↔ Flüh ↔ Ettingen ↔ Dornach Bahnhof     | 6 octobre 1902   | 30 septembre 2002      | 25,974         | 40                 | 15,986                           | BLT        |
| 11    | St-Louis Grenze ↔ Aesch                            | 7 décembre 1907  | 14 octobre 2002        | 14,235         | 34                 | 20,942                           | BLT        |
| E11   | Reinach-Süd ↔ Theater                              | 14 octobre 2002  | 14 octobre 2002        | 9,85           | 29                 | ?                                | BLT        |
| 14    | Dreirosenbrücke ↔ Muttenz ↔ Pratteln               | 1918             | 14 octobre 2002        | 12,578         | 31                 | 14,81                            | BVB        |
| 15    | Messeplatz ↔ Bruderholz                            | 17 décembre 1910 | 30 septembre 2002      | 5,351          | 21                 | 5,35                             | BVB        |
| 16    | Bruderholz ↔ Schifflände                           | 15 mai 1930      | 30 septembre 2002      | 5,364          | 18                 | 6,87                             | BVB        |
| 17    | Wiesenplatz ↔ Ettingen                             | 1914             | 1er août 2002          | 12,215         | 26                 | 2,040                            | BLT        |
| 21    | Bahnhof St. Johann ↔ Badischer Bahnhof             | 18 février 2002  | 9 mars 2009            | 3,170          | 10                 | 0,16                             | BVB        |

1 : À certaines heures seulement

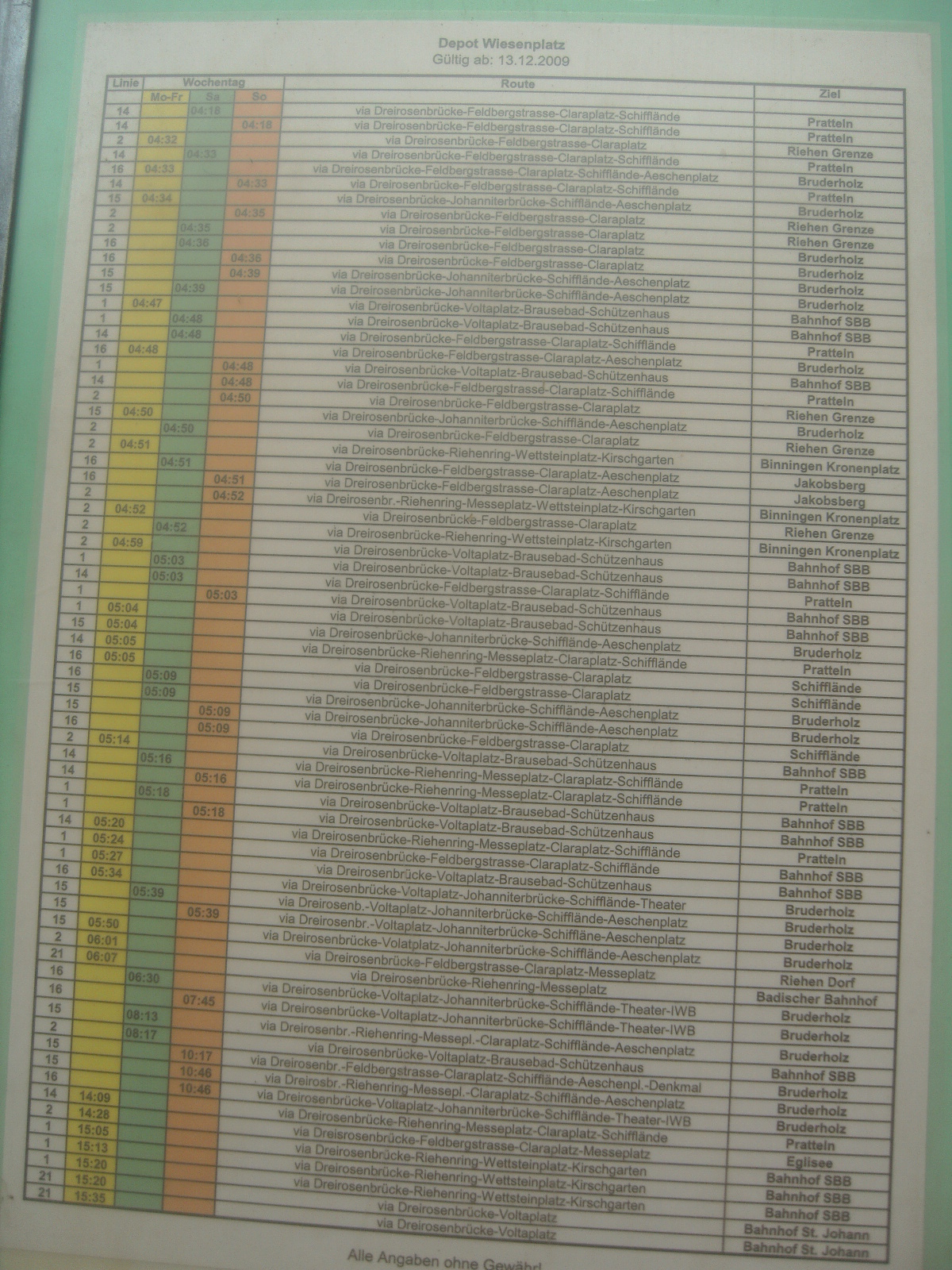
Panneau affichant les horaires de sortie des trams du dépôt « Wiesenplatz » en 2010.

Les lignes commencent leurs services à des horaires qui varient. De plus, généralement, elles ne le commencent pas au terminus, mais à la station la plus proche d'un des dépôts où les rames sont rangées.
En semaine, le tramway démarrant le plus tôt part sur la ligne 14 dès 4 h 17 de "Messeplatz". Le premier tram le plus tardif fait débuter la ligne E11 de "Ruchfeld" à 6 h 40. Le service s'arrête avec la ligne 10 à 1 h 21 à "Hüslimatt", sauf le vendredi où le service est prolongé jusqu'à 2 h 09 avec la ligne 14, reprenant un court tracé de la ligne 8 et s'arrêtant à "Wiesenplatz".
Le week-end et les jours fériés, le premier tramway le plus tôt est également celui de la ligne 14 qui part à 4 h 20 de "Dreirosenbrücke". Le samedi, le dernier tram est le même que le vendredi (toujours avec le même horaire), et le dimanche et les jours fériés, il est encore le même mais cette fois-ci, il fait sa dernière desserte à 1 h 21 le lendemain.
Si l'on inclut avec cela le réseau nocturne (mis en place le 19 décembre 2008), les services tournent donc en continu car ce dernier dessert durant les deux nuits de fin de semaine certaines stations à trois reprises (une fois entre 1 h et 2 h, une autre entre 2 h et 3 h, et une dernière entre 3 h et 4 h).
En semaine, l'intervalle entre deux rames est de 7 minutes 30 entre environ 6 h et 20 h, et de 15 minutes avant 6 h et après 20 h. Le samedi, l'intervalle est de 7 minutes 30 entre 9 h et 18 h 30, de 10 minutes entre 18 h 30 et 20 h, et de 15 minutes avant 9 h et après 20 h.
Le dimanche et les jours fériés généraux, il reste de 10 minutes entre 11 h et 19 h (20 h pour la ligne 11) et de 15 minutes, avant 11 h et après 19 h. Ce cas de figure s'applique à toutes les lignes, à l'exception des lignes 10 et 17 où l'intervalle est de 10 minutes pendant qu'il est de 7 minutes 30 chez les autres (du lundi au samedi). Le dimanche, la ligne 10 reprend le même procédé.
Enfin pour le réseau de nuit (fonctionnant les nuits du vendredi au samedi et du samedi au dimanche), l'intervalle est d'une heure.

### Le matériel roulant

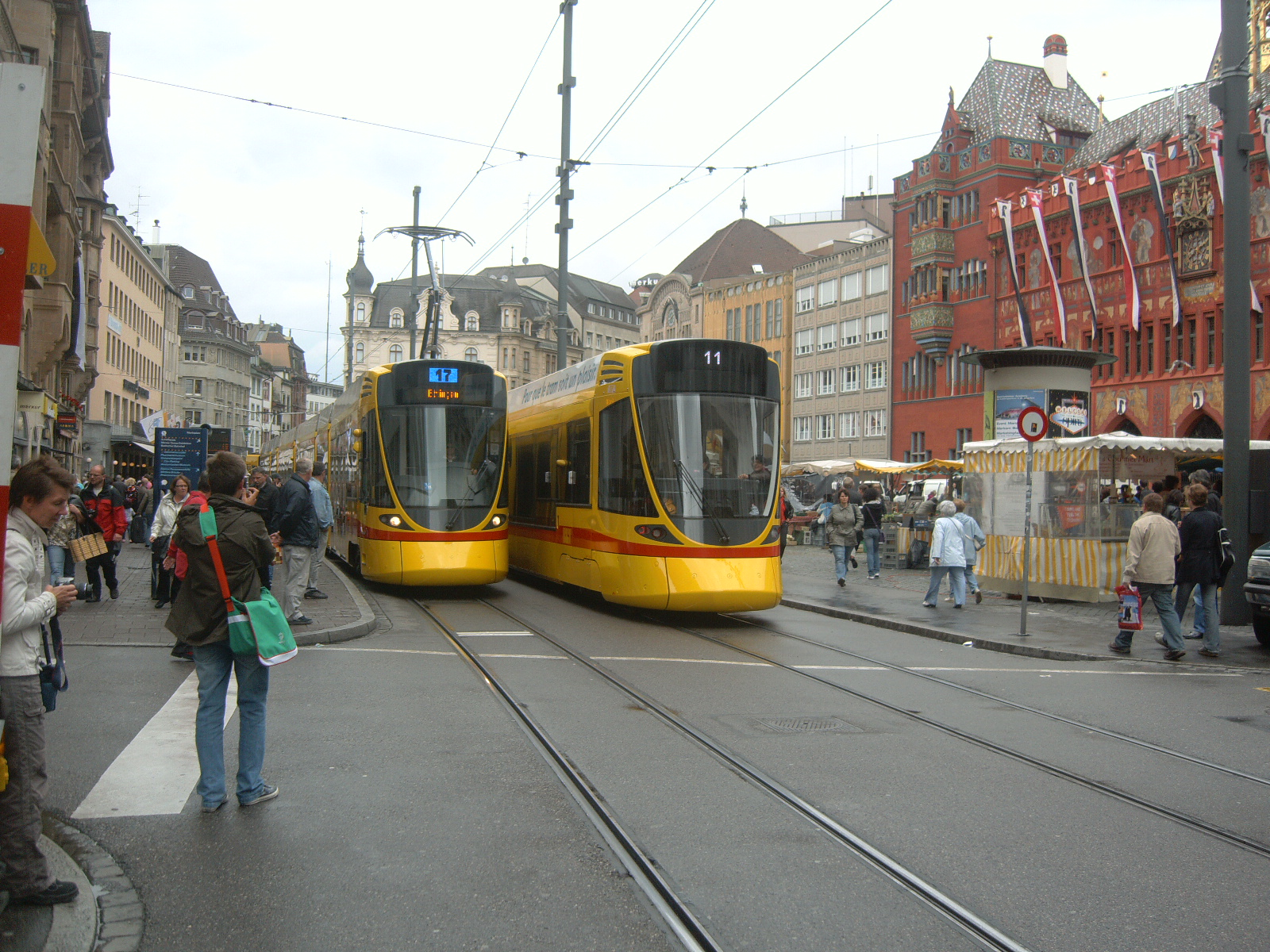
Deux rames de type « Tango » de la BLT à l'arrêt Marktplatz.

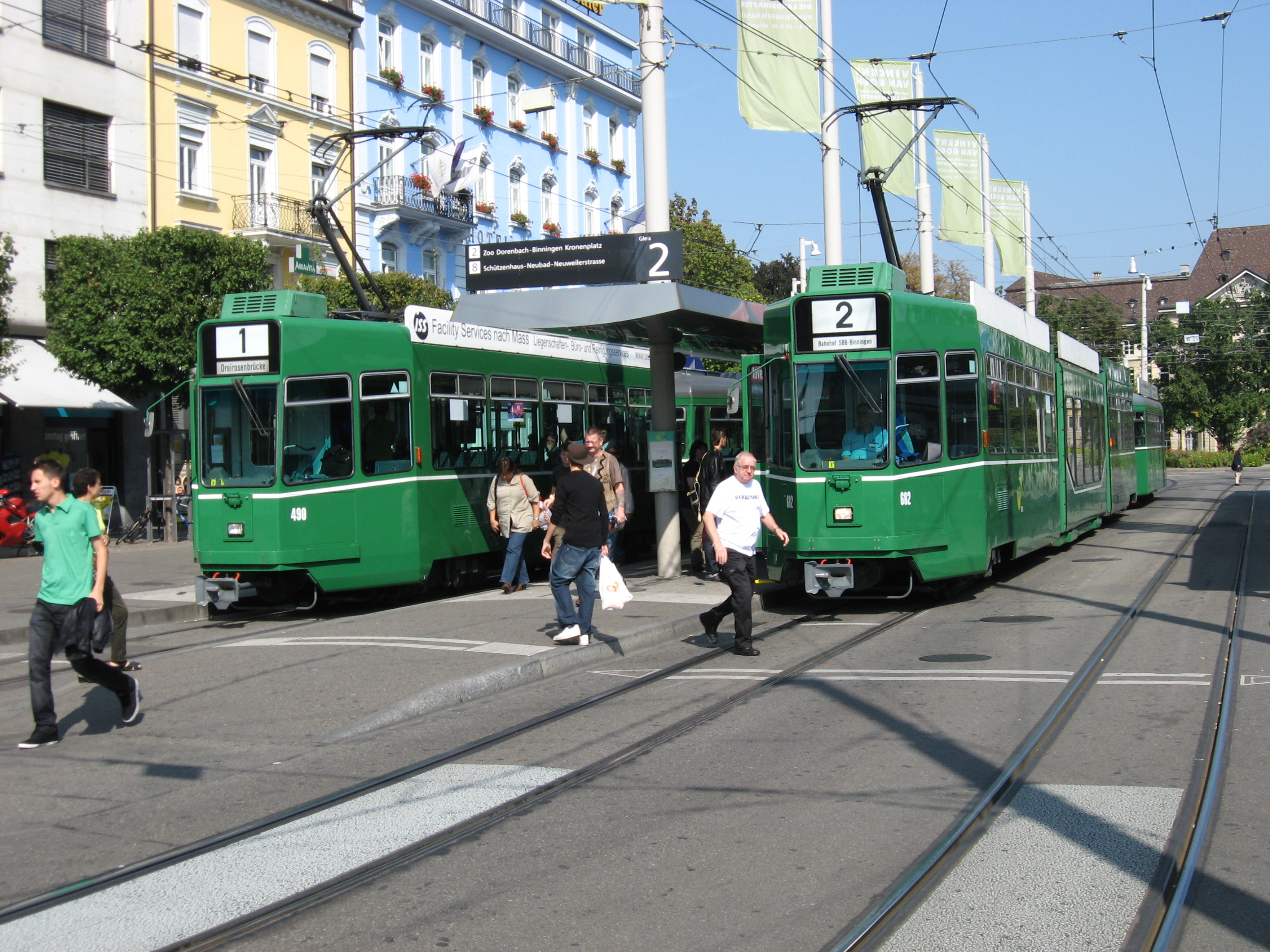
Rames vertes des BVB.

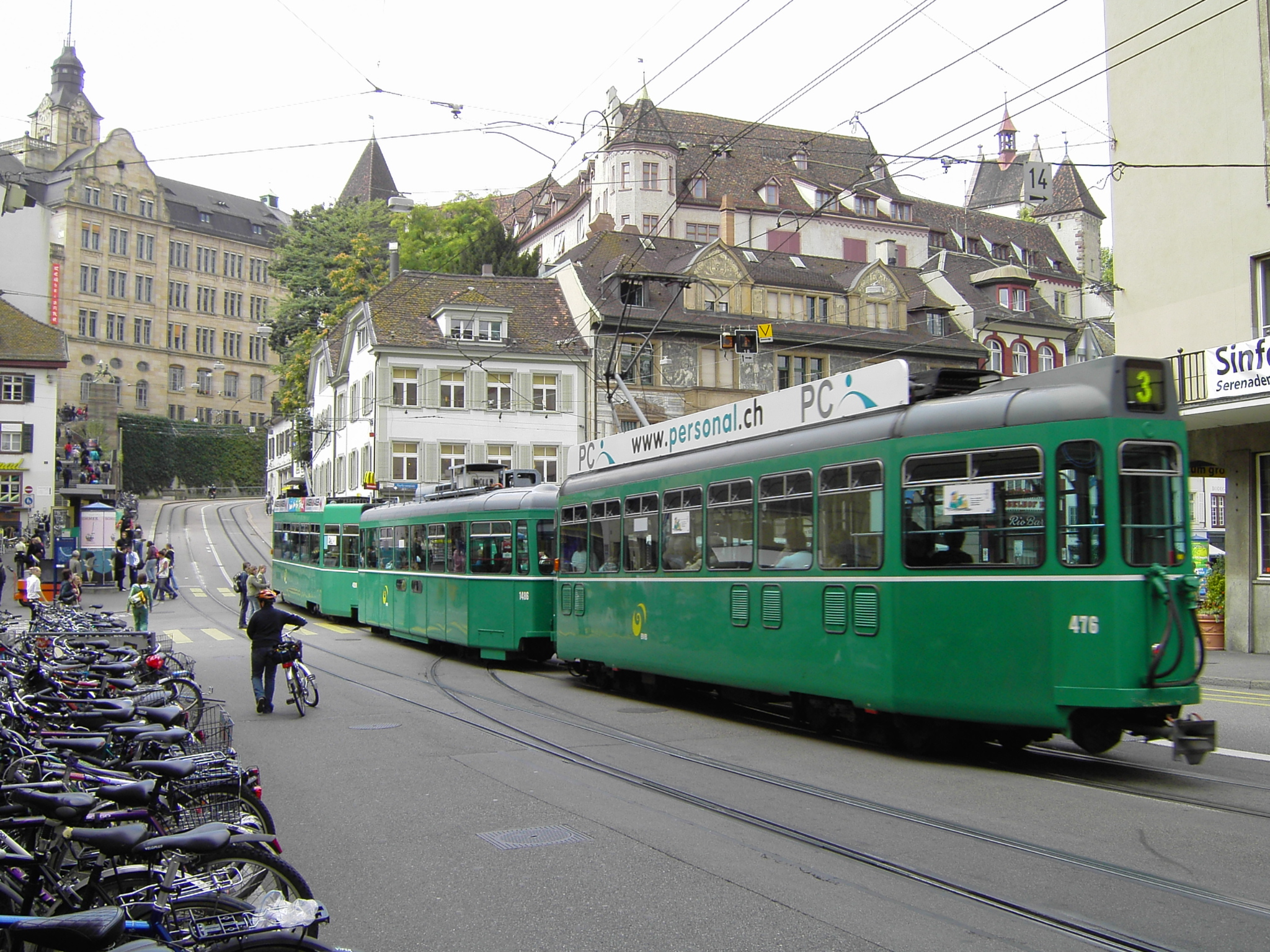
Combinaison de rames de trois séries différentes, 2005.

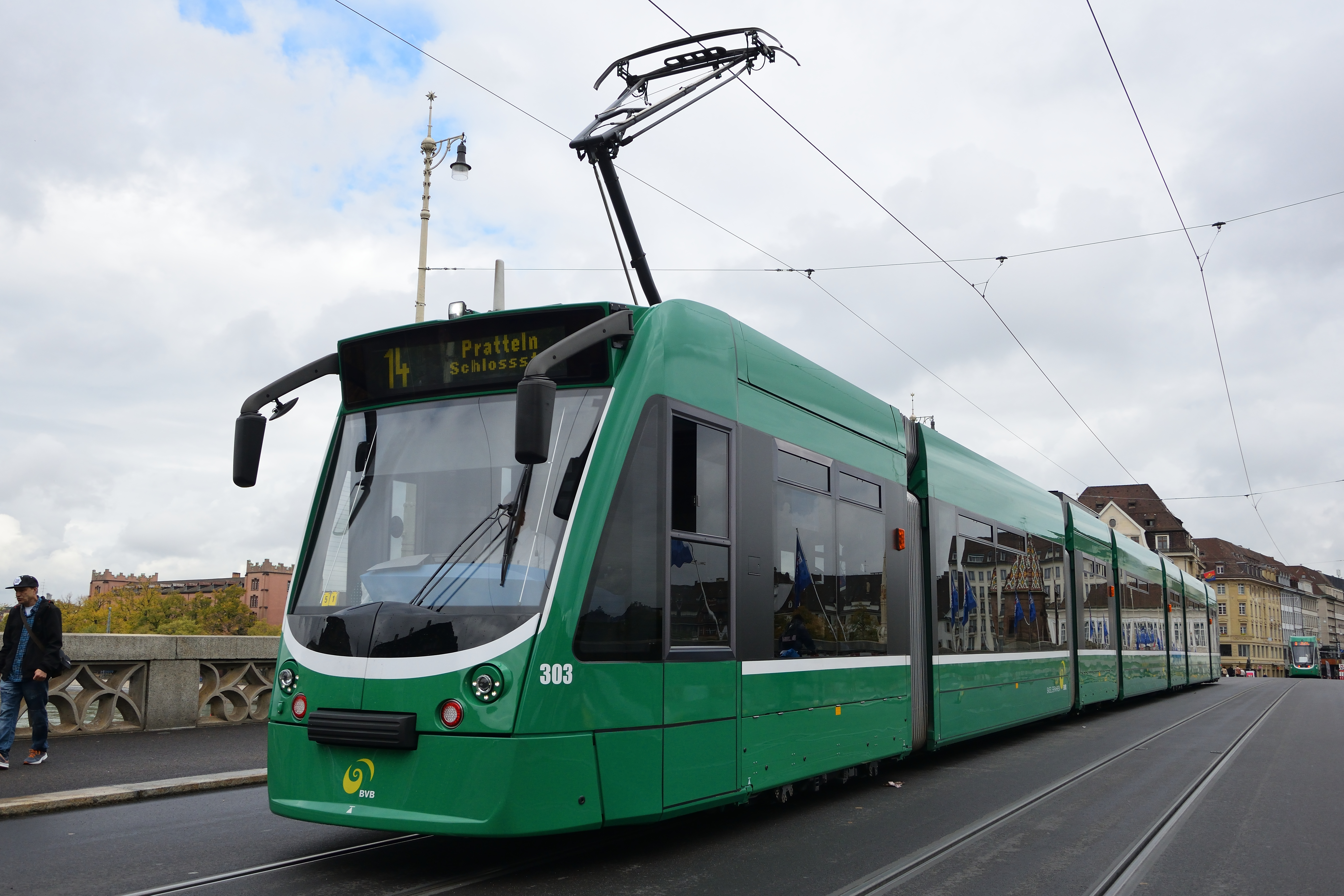
Siemens Combino Be 6/8 BVB no 303 rénovée et circulant sur la ligne 14 franchissant le Mittlere Brücke en octobre 2017.

Le parc de BVB et de BLT atteignant un âge conséquent (plus de 40 ans pour les plus vieilles rames), les compagnies ont commencé à renouveler leur matériel pour prévenir le départ des plus anciennes unités.
Ainsi, les BVB ont commandé et reçu 28 rames Be 6/8 de type Combino qui ont été mises en service entre le 10 février 2001 et le 11 mars 2002.
Le 2 septembre 2008, la BLT s'est fait livrer son premier Be 6/10 type Tango. La compagnie dispose de 18 rames Tango et en commande 19 supplémentaires en 2013 pour une livraison de 2014 à 2016.
Quant aux BVB, une commande de Tango fut lancée avant d'être annulée. La compagnie a finalement commandé 60 rames Bombardier Flexity le 11 novembre 2011. Pour 184 millions d'euros (222 millions de francs suisses), la compagnie réceptionne à partir de 2013, 43 rames longues (43,2 m de long) et 17 rames courtes (31,8 m). Ces 60 rames sont destinées à remplacer les 101 plus vieux tramways du réseau.
Fin 2021, BLT commande 25 rames au constructeur Stadler. La livraison des rames de 45 m de long est prévue entre 2023 et 2025.

#### Livrée[24]
Des rames ont été décorées sur le thème du sport :
- le Federer Express, en octobre 2021[25] ;
- le Maischter Express, dont une deuxième rame a été décorée en 2017.

### Les dépôts
Sur douze dépôts construits, dix existent encore dont sept servent toujours à remiser les rames. Sur les sept dépôts, quatre sont gérés par les BVB et trois par BLT.

### Accidents/Incidents
Le tramway de Bâle a connu dans son histoire bon nombre d'accidents. Au 31 décembre 2009, on en a dénombré 175 depuis la mise en service du tramway, le 6 mai 1895. Même s'ils sont moins graves qu'auparavant, le nombre a extrêmement augmenté : on en comptait 100 entre 1895 et 1999 (105 ans) et on en compte 75 depuis 2000 (10 ans seulement).

## Tarification
Le coût des déplacements dans l’agglomération bâloise est établi en fonction de la zone, le système actuel en dénombre 50. Le tramway de Bâle est compris dans les trois premières zones : la 10 (toutes les lignes), la 11 (lignes 10, 11, E11, 14 et 17, autrement dit toutes les lignes gérées par BLT) et la 12 (ligne 10 entre Witterswil et le terminus de Rodersdorf).
Il existe diverses variétés de tickets et de cartes. Il y en a un pour les courtes distances (pas plus de quatre stations) valable pour une zone, d'autres existent pour deux zones et ainsi de suite jusqu'à huit. Ces tickets ne sont utilisables que pour une courte période (une heure pour une zone, deux heures pour deux zones, et trois heures au-delà des deux zones). Il existe aussi le ticket dit « multicourses » qui fait payer à l'utilisateur le prix de cinq courses mais il se retrouve avec la possibilité de faire six trajets.
Les tarifs forfaitaires qui permettent un nombre illimité de voyages sont le ticket journalier central, valable une journée mais restreint aux zones 10, 11 et 13, le ticket journalier TNW, valable pour les cinquante zones et dont la durée varie (1, 2, 3, 4 ou 7 jours), l'U-Abo, l'abonnement permettant de se déplacer dans les cinquante zones du TNW, la RegioCardPlus, valable dans les cinquante zones ainsi que les huit zones du RVL (groupement tarifaire de la région de Lörrach, en Allemagne), et la RegioCardPlus light (limité au TNW et aux zones 1, 2, 3 et 8 du RVL), le Distripass, valable dans le TNW et le réseau français Distribus, le Kombi U-Abo, pareil à l'U-Abo mais réservé aux frontaliers, l'Inter VagABOnd - TNW, pour voyager dans tout le réseau TNW et les zones 10 à 14 du réseau VagABOnd (Groupement tarifaire de la République et Canton du Jura), et enfin, l'Inter A-Welle - TNW, pour se déplacer sur le réseau TNW et A-Welle (groupement tarifaire du canton d'Argovie).
Il existe par ailleurs un ticket (le « Mobility Ticket ») remis par les hôteliers aux touristes logeant à Bâle et leur permettant d'utiliser gratuitement les transports en commun, pendant toute la durée de leur séjour.
Les titres de transport peuvent être achetés à un guichet, aux automates TNW et SBB, ou auprès de certains commerçants agréés.

## Extensions récentes

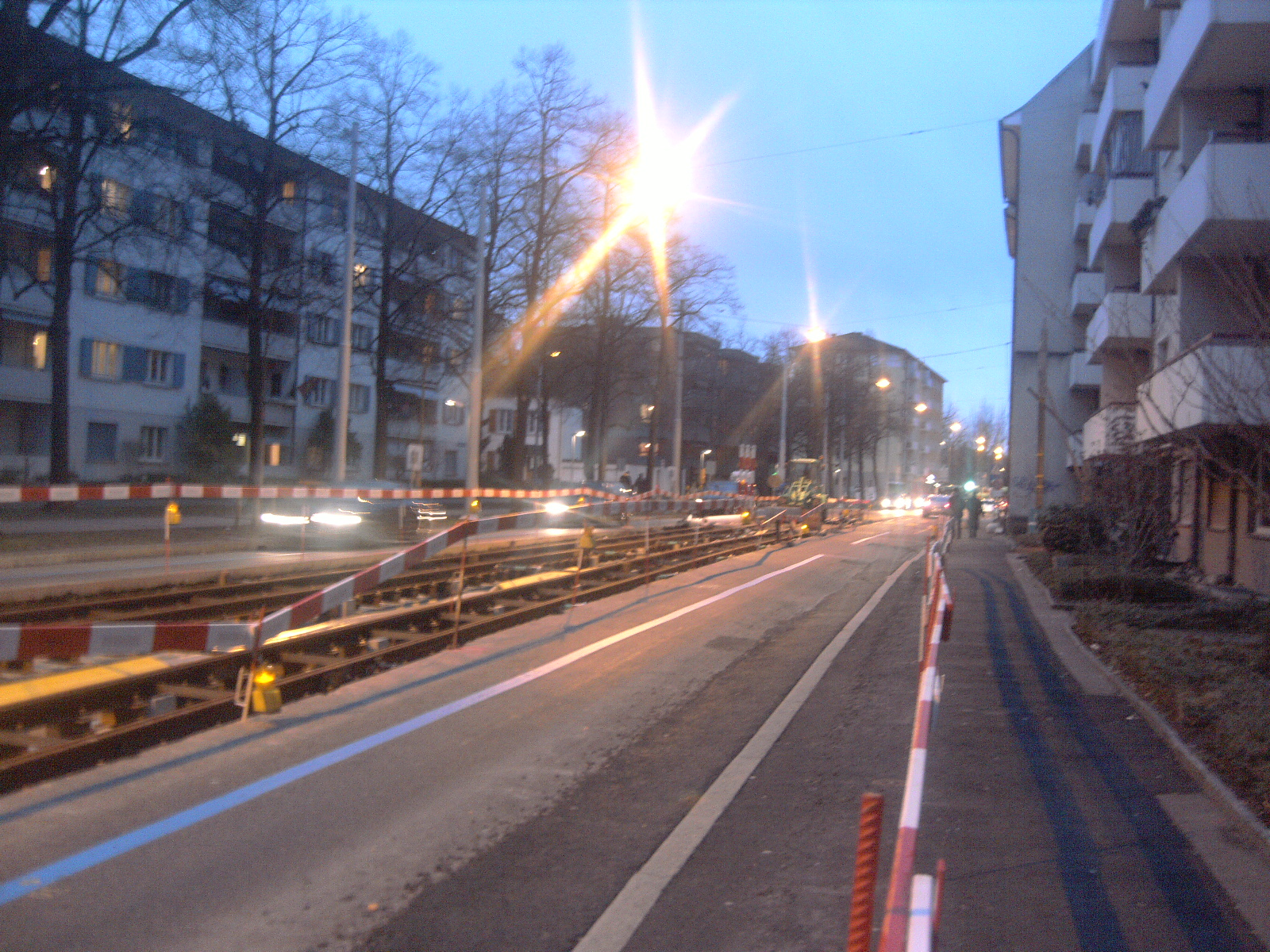
Pose des rails sur la Kleinhüningeranlage à Bâle, en vue du prolongement de la ligne 8 vers Weil-am-Rhein.

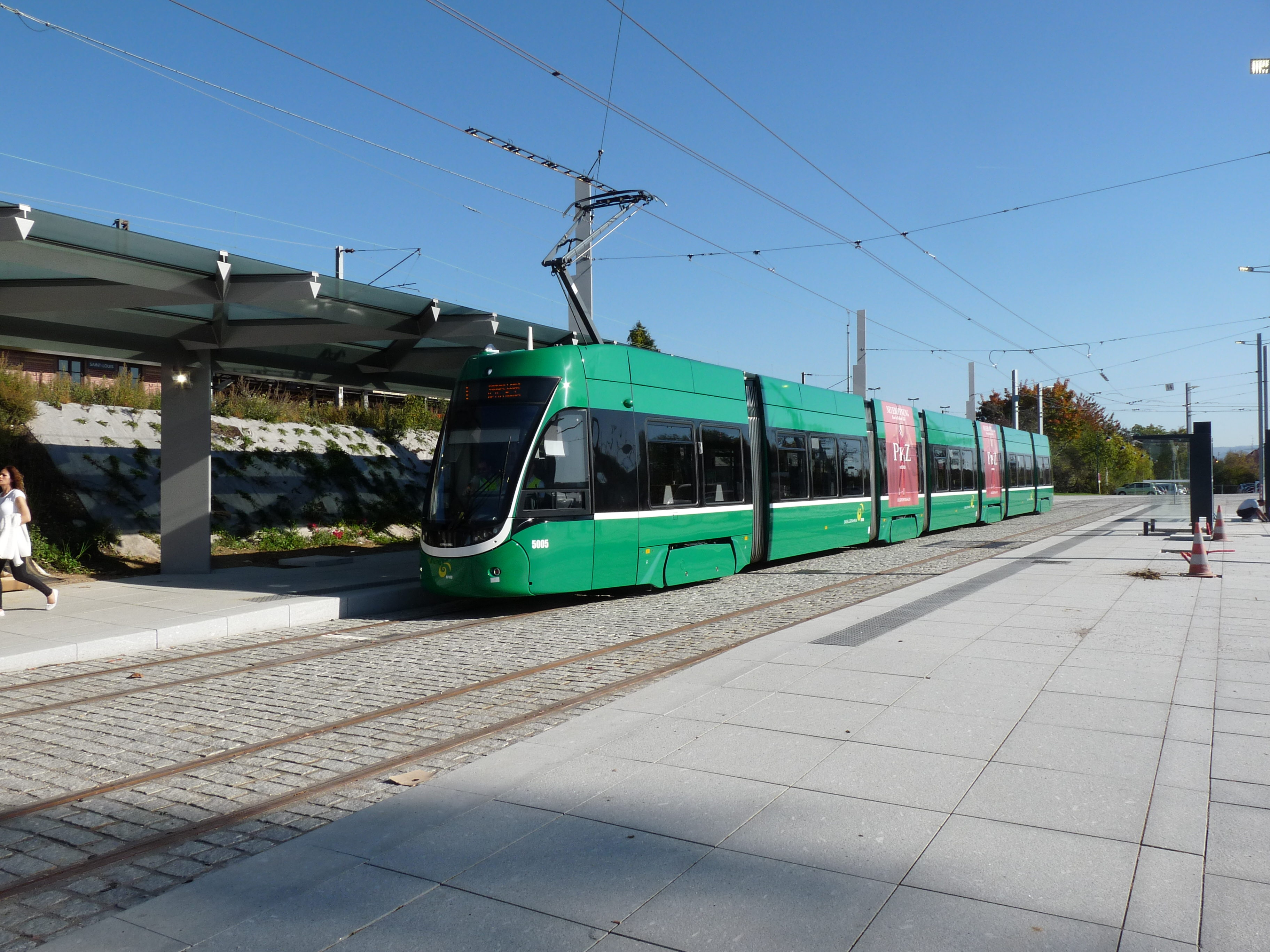
Bombardier Flexity 2 à l'essai à Saint-Louis.

### Ligne 8 vers Weil-am-Rhein
La ligne 8 est étendue en 2014 vers la gare de Weil am Rhein, en Allemagne. Les 2,8 km de long coûtent, y compris avec deux nouveaux ponts, 104 millions de francs suisses. Son financement a été approuvé en 2007. Au début de 2008, les bailleurs de fonds sont convenus que 77 % ont été pris en charge par le gouvernement suisse et le canton de Bâle-Ville. Le reste est financé en partie par le BVB, le Land de Bade-Wurtemberg et la ville de Weil am Rhein. Les travaux ont officiellement débuté le 6 décembre 2008 avec la pose du premier mât. La mise en service est donc effective depuis le 14 décembre 2014.

### Ligne 3 vers Saint-Louis
La ligne 3 dessert la gare de Saint-Louis, en France. Cette prolongation de 3,5 kilomètres a été mise en service le samedi 9 décembre 2017, desservant 4 nouvelles stations. Les travaux ont commencé en 2015, mais la volonté de relier Saint-Louis à Bâle remonte à 2009.
Cette nouvelle voie est réalisée à la suisse, c'est-à-dire un partage de l'espace entre le tramway et les voitures, des sites propres rares et assez étroits. Un parking relais est situé à la gare de Saint-Louis.
Les essais ont débuté le 16 août 2017, avec un convoi d'au total 5 rames, deux techniques, deux se suivant côte à côte et enfin une autre ouvrant la marche.